# Bagassa guianensis
Bagassa guianensis är en mullbärsväxtart som beskrevs av Jean Baptiste Christophe Fusée Aublet. Bagassa guianensis ingår i släktet Bagassa och familjen mullbärsväxter. Inga underarter finns listade i Catalogue of Life.